# 파나마 지협

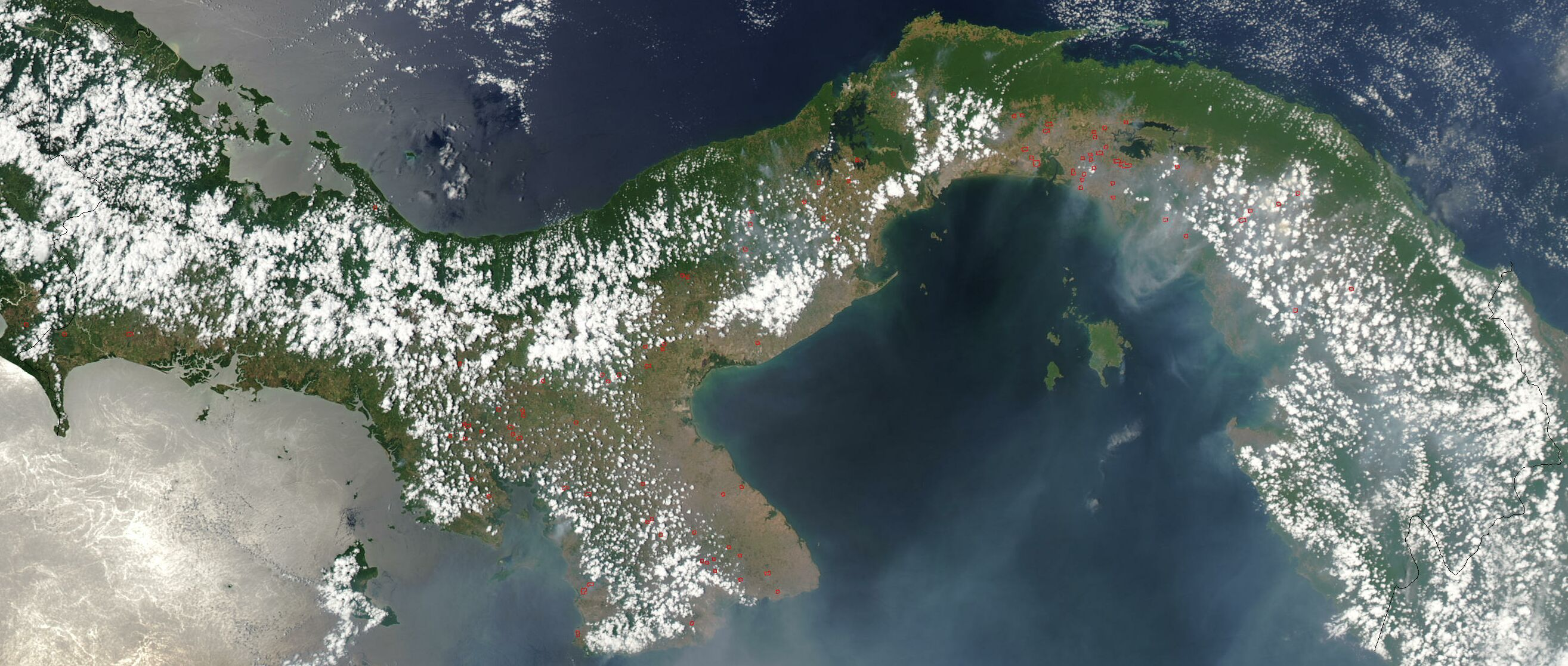
파나마 지협의 위성 사진

파나마 지협(Panama 地峽)은 카리브해와 태평양 사이의 남아메리카와 북아메리카를 잇는 좁은 땅으로, 약 3백만년 전 플리오세에 만들어졌다. 가장 좁은 곳은 64km이며, 이곳에 1914년에 개통된 파나마 운하(Panama 運河)와 함께 세계에서 가장 짧은 대륙 횡단 철도가 건설되어 있다. 현재 파나마 공화국이 통치하고 있다.

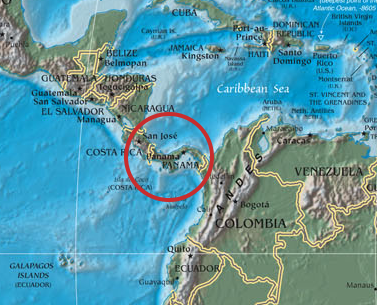
북아메리카와 남아메리카를 잇는 파나마 지협.

## 같이 보기
- 다리엔 간격